# Rhanidophora enucleata
Rhanidophora enucleata är en fjärilsart som beskrevs av Paul Mabille 1900. Rhanidophora enucleata ingår i släktet Rhanidophora och familjen nattflyn. Inga underarter finns listade.